# Alessandria Nicea

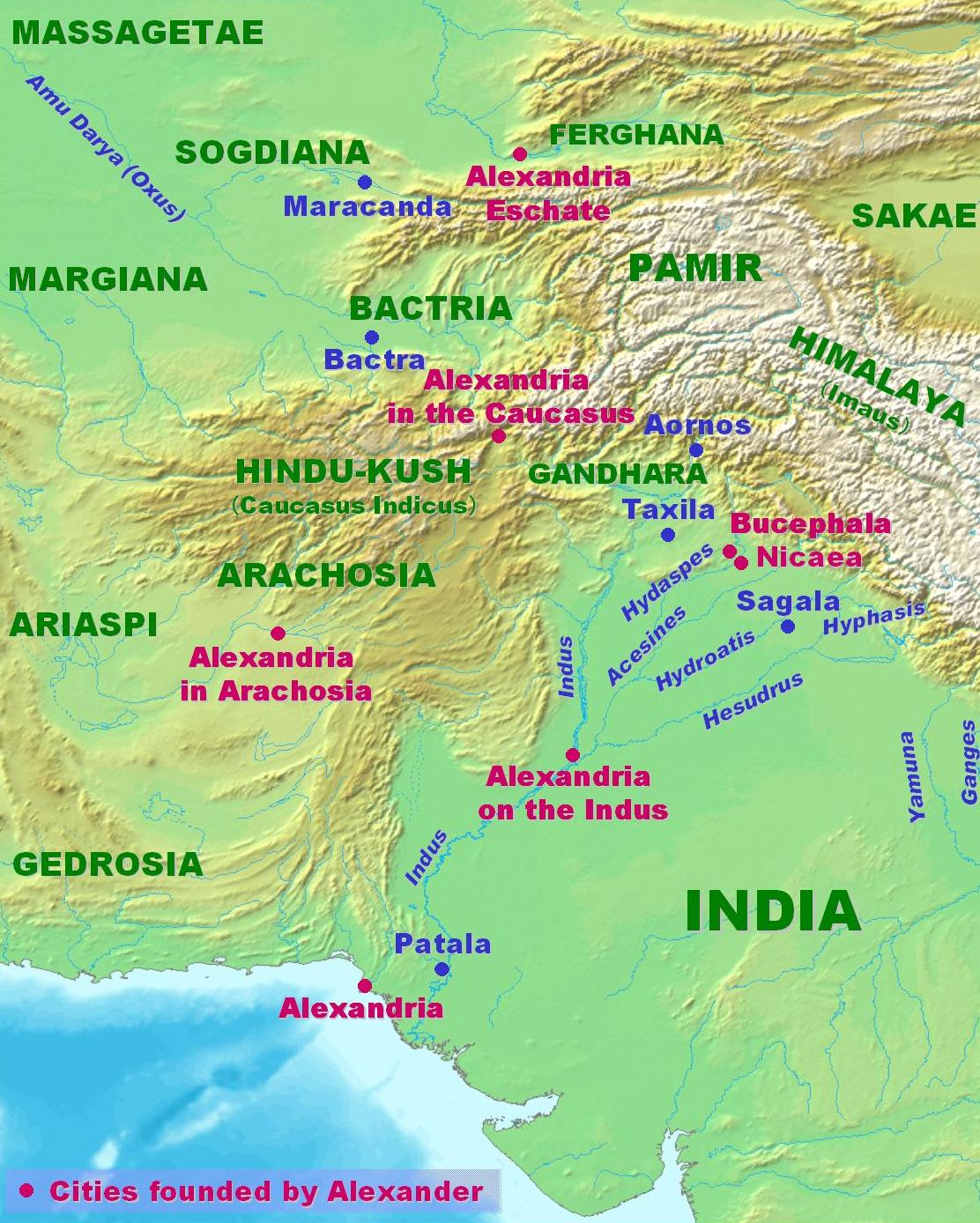
Mappa delle città fondate da Alessandro Magno

Alessandria Nicea fu una delle città fondate da Alessandro Magno, durante le sue campagne in Asia. La sua precisa localizzazione in India è sconosciuta.

## Descrizione e storia
Alessandria Nicea o semplicemente Nicea  (in greco antico: Νίκαια) era una città dell'attuale Punjab, una delle due città fondate da Alessandro Magno sulle sponde opposte del fiume Idaspe. La seconda città fondata da Alessandro sull'Idaspe fu Bucefala. Fu a Nicea o Bucefalia, che sembra trovarsi sulla sponda opposta, che Alessandro (secondo Strabone) costruì la flotta che successivamente fu comandata da Nearco, avendo il paese nelle immediate vicinanze abbondanza di legname adatto alla costruzione di navi.
In seguito alla battaglia sull'Idaspe, Alessandro fondò due città. Una delle sedi della battaglia fu chiamata Alessandria Nicea, che significa in greco  "Vittoria". Il sito di questa città è tuttora indeterminato. Ogni tentativo di trovare l'antico sito della battaglia è destinato a fallire, perché il paesaggio è notevolmente cambiato.
Un riferimento a Nicea può comparire nel Mūlasarvāstivāda Vinaya, un testo buddista dei primi secoli d.C.. Questo testo fa riferimento a due città chiamate Ādirājya ("Luogo della prima regalità") e Bhadrāśva ("Luogo del buon cavallo") situate sul fiume Vitastā (cioè l'Idaspe) lungo la strada che da Gandhāra porta a Mathura. I buddisti attribuivano queste due città al mitico re Mahāsammata, ma alcuni studiosi moderni propongono di identificarle con le due città fondate da Alessandro Magno, Nicea e Bucefala.